# Georg Andersson (1900–1948)
Gustav Georg Andersson, född 19 februari 1900 i Stockholm, död 6 december 1948, var en svensk konstnär.
Han var son till reparatören Gustav Helmer Andersson och Gerda Johnsson samt från 1930 gift med Maria Elisabet Erikson.
Andersson var som konstnär Autodidakt. Han debuterade med en separatutställning på Paletten i Norrköping 1947 och medverkade i samlingsutställningar med Östgöta konstförening och Sveriges allmänna konstförening. Hans konst består huvudsakligen av landskapsmålningar med slättmotiv och åpartier.